# Чемпионат России по плаванию на короткой воде 2018
Чемпионат России по плаванию на короткой воде 2018 прошёл с 7 по 12 ноября в Казани, Татарстан во Дворце водных видов спорта — в шестой раз подряд.
Чемпионат являлся квалификационным на чемпионат мира в Ханчжоу (Китай), который прошёл 11 — 16 декабря.
В соревновании приняли участие 849 спортсменов из 60 субъектов. Было установлено 22 рекорда: 3 рекорда России, 3 юношеских рекорда мира, 3 юношеских рекорда Европы, 13 юношеских рекордов России.
Наибольшее количество очков по таблице FINA набрали Климент Колесников (Москва) — 959 (100 м на спине — 49,57) и Анна Егорова (Ханты-Мансийский автономный округ — Югра и Калининградская область) — 945 (400 м вольным стилем — 3.58,91).
Больше всего медалей — как золотых (семь), так и в сумме (10, ещё три серебряных) завоевал Климент Колесников.
В командном зачёте среди субъектов Российской Федерации в 1-й группе победила команда Москва, (2679 очков), на втором месте — команда Санкт-Петербург (2251,2), на третьем — Татарстан (1583).

## Рекорды, установленные на чемпионате
Рекорды России
1. Розалия Насретдинова (Москва) — 50 м баттерфляем — финал — 25,37.
2. Арина Суркова (Новосибирская область) — 50 м баттерфляем — полуфинал — 25,60.
3. Мария Каменева (Санкт-Петербург — Оренбургская область) — 100 м комплексным — финал — 58,89.

Юношеские рекорды Европы и мира
1. Климент Колесников (Москва) — 100 м комплексным — финал — 51,35.
2. Климент Колесников (Москва) — 100 м комплексным — полуфинал — 51,78.
3. Климент Колесников (Москва) — 50 м на спине — финал — 22,82.

Юношеские рекорды России
1. Климент Колесников (Москва) — 100 м комплексным — финал — 51,35.
2. Климент Колесников (Москва) — 100 м комплексным — полуфинал — 51,78.
3. Климент Колесников (Москва) — 50 м на спине — финал — 22,82.
4. Климент Колесников (Россия) — 100 м вольным стилем — финал — 46,43.
5. Анастасия Сорокина (Свердловская область) — 100 м комплексным — предварительный заплыв — 1.00,93.
6. Анастасия Сорокина (Свердловская область) — 100 м комплексным — полуфинал — 1.00,71.
7. Анастасия Сорокина (Свердловская область) — 100 м комплексным — финал — 59,98.
8. Анастасия Сорокина (Свердловская область) — 200 м комплексным — финал — 2.11,02.
9. Анастасия Сорокина (Свердловская область) — 400 м комплексным — финал — 4.37,25.
10. Александра Сабитова (Кемеровская область) — 200 м вольным стилем — предварительный заплыв — 1.55,90.
11. Александра Сабитова (Кемеровская область) — 200 м баттерфляем — финал — 2.05,98.
12. 4×200 м вольным стилем — Московская область (АСТАНИНА Дарья, ТУРЧИНА Ольга, ЧЕРНЫШЕВА Анна, РЕПАЛОВА Дана) — предварительный заплыв — 8:27.26.
13. 4×200 м вольным стилем — Московская область (ЧЕРНЫШЕВА Анна, ТУРЧИНА Ольга, АСТАНИНА Дарья, МАКАРОВА Анастасия Р.) — финал — 8:14.25[2].

## Призёры

### Мужчины
| Дисциплины                       | Золото | Золото   | Серебро | Серебро  | Бронза | Бронза   |
| -------------------------------- | --- | -------- | --- | -------- | --- | -------- |
| 50 м вольным стилем              | Евгений Седов Волгоградская область                                                                                  | 21.14    | Иван Кузьменко Волгоградская область                                                                                             | 21.18    | Евгений Рылов Московская обл. — Хабаровский край                                                                        | 21.51    |
| 100 м вольным стилем             | Владислав Гринёв Москва                                                                                              | 46.39    | Климент Колесников Москва | 46.43    | Сергей Фесиков ЯНАО — Калужская область                                                                                 | 46.88    |
| 200 м вольным стилем             | Михаил Вековищев Калужская область                                                                                   | 1:42.52  | Мартин Малютин Омская область | 1:42.65  | Михаил Довгалюк Москва                                                                                                  | 1:42.83  |
| 400 м вольным стилем             | Александр Красных Татарстан                                                                                          | 3:36.84  | Мартин Малютин Омская область | 3:37.84  | Вячеслав Андрусенко Санкт-Петербург                                                                                     | 3:40.20  |
| 1500 м вольным стилем            | Мартин Малютин Омская область                                                                                        | 14:32.10 | Ярослав Потапов ХМАО — Югра | 14:32.73 | Эрнест Максумов Татарстан                                                                                               | 14:36.10 |
|                                  | |          | |          | |          |
| 50 м на спине                    | Климент Колесников Москва                                                                                            | 22.82    | Евгений Рылов Московская обл. — Хабаровский край                                                                                 | 22.97    | Андрей Шабасов Санкт-Петербург                                                                                          | 23.63    |
| 100 м на спине                   | Климент Колесников Москва                                                                                            | 49.57    | Андрей Шабасов Санкт-Петербург                                                                                                   | 49.97    | Евгений Рылов Московская обл. — Хабаровский край                                                                        | 50.38    |
| 200 м на спине                   | Евгений Рылов Московская обл. — Хабаровский край                                                                     | 1:49.95  | Григорий Тарасевич Татарстан | 1:50.48  | Роман Ларин Пензенская область                                                                                          | 1:52.37  |
|                                  | |          | |          | |          |
| 50 м брассом                     | Олег Костин Нижегородская область                                                                                    | 25.90    | Кирилл Стрельников Москва | 26.09    | Андрей Николаев Калужская область                                                                                       | 26.45    |
| 100 м брассом                    | Олег Костин Нижегородская область                                                                                    | 56.56    | Илья Хоменко Ростовская область                                                                                                  | 57.17    | Данил Семьянинов Москва                                                                                                 | 57.98    |
| 200 м брассом                    | Михаил Доринов Нижегородская область                                                                                 | 2:02.65  | Рустам Гадиров Омская область | 2:04.15  | Илья Хоменко Ростовская область                                                                                         | 2:04.26  |
|                                  | |          | |          | |          |
| 50 м баттерфляем                 | Михаил Вековищев Калужская область                                                                                   | 22.72    | Никита Королёв Татарстан | 22.94    | Роман Шевляков Санкт-Петербург                                                                                          | 22.98    |
| 100 м баттерфляем                | Роман Шевляков Санкт-Петербург                                                                                       | 50.31    | Александр Садовников Волгоградская область                                                                                       | 50.33    | Александр Харланов Пензенская область                                                                                   | 50.48    |
| 200 м баттерфляем                | Александр Харланов Пензенская область                                                                                | 1:51.20  | Александр Прибыток Санкт-Петербург                                                                                               | 1:52.04  | Даниил Пахомов С.-Петербург — Архангельская обл.                                                                        | 1:52.12  |
|                                  | |          | |          | |          |
| 100 м комплексное плавание       | Климент Колесников Москва                                                                                            | 51.35    | Сергей Фесиков ЯНАО — Калужская область                                                                                          | 52.06    | Андрей Жилкин Москва | 52.30    |
| 200 м комплексное плавание       | Климент Колесников Москва                                                                                            | 1:53.66  | Семён Макович Москва | 1:54.25  | Дмитрий Мальцев Тюменская область                                                                                       | 1:55.42  |
| 400 м комплексное плавание       | Даниил Пасынков Москва                                                                                               | 4:04.82  | Александр Осипенко Москва | 4:07.31  | Максим Ступин Москва | 4:08.08  |
|                                  | |          | |          | |          |
| Эстафета 4×50 м вольным стилем   | Калужская область Андрей Арбузов (21.96) Максим Голубев (22.13) Антон Волошин (21.97) Михаил Вековищев (20.91)       | 1:26.97  | Санкт-Петербург-1 Евгений Лагунов (21.83) Евгений Айзетуллов (21.67) Вячеслав Прудников (21.73) Павел Татаренко (22.27)          | 1:27.50  | Новосибирская область-1 Дмитрий Лапшин (22.56) Александр Клюкин (21.94) Роман Домачук (21.96) Максим Абловацкий (21.89) | 1:28.35  |
| Эстафета 4×100 м вольным стилем  | Калужская область Сергей Фесиков (47.05) Андрей Арбузов (47.73) Михаил Вековищев (46.93) Антон Волошин (48.35)       | 3:10.06  | Москва Андрей Жилкин (47.47) Михаил Довгалюк (47.48) Климент Колесников (48.87) Владислав Гринёв (46.37)                         | 3:10.19  | Новосибирская область Даниил Марков (48.05) Максим Абловацкий (47.99) Роман Домачук (48.45) Александр Клюкин (47.60)    | 3:12.09  |
| Эстафета 4×200 м вольным стилем  | Москва-1 Михаил Довгалюк (1:43.04) Даниил Пасынков (1:43.44) Владислав Гринёв (1:44.65) Климент Колесников (1:44.89) | 6:56.02  | Санкт-Петербург-1 Антон Никитин (1:44.93) Александр Фёдоров (1:44.99) Евгений Айзетуллов (1:45.91) Вячеслав Андрусенко (1:44.12) | 6:59.95  | Татарстан-1 Александр Красных (1:42.26) Эрнест Максумов (1:45.81) Егор Куимов (1:46.20) Григорий Тарасевич (1:46.89)    | 7:00.15  |
| Комбинированная эстафета 4×50 м  | Санкт-Петербург-1 Андрей Шабасов (23.83) Даниил Мельников (27.39) Даниил Пахомов (22.62) Евгений Айзетуллов (21.90)  | 1:35.74  | Пензенская область-1 Егор Павлов (24.11) Егор Сучков (27.01) Александр Харланов (23.22) Роман Ларин (21.80)                      | 1:36.14  | Нижегородская область Максим Третьяков (25.13) Михаил Доринов (26.37) Олег Костин (22.31) Николай Шушпанов (23.34)      | 1:36.15  |
| Комбинированная эстафета 4×100 м | Калужская область Сергей Фесиков (51.16) Андрей Николаев (57.88) Николай Скворцов (50.88) Михаил Вековищев (46.46)   | 3:26.38  | Москва-1 Климент Колесников (50.41) Данил Семьянинов (58.99) Павел Пахомов (50.57) Владислав Гринёв (46.47)                      | 3:26.44  | Санкт-Петербург-1 Андрей Шабасов (50.81) Даниил Мельников (59.21) Даниил Пахомов (50.53) Евгений Лагунов (47.16)        | 3:27.71  |

### Женщины
| Дисциплины                       | Золото | Золото  | Серебро | Серебро | Бронза | Бронза  |
| -------------------------------- | --- | ------- | --- | ------- | --- | ------- |
| 50 м вольным стилем              | Мария Каменева Санкт-Петербург — Оренбургская обл.                                                                                          | 24.30   | Розалия Насретдинова Москва | 24.36   | Арина Суркова Новосибирская область                                                                                            | 24.50   |
| 100 м вольным стилем             | Мария Каменева Санкт-Петербург — Оренбургская обл.                                                                                          | 52.68   | Вероника Андрусенко Санкт-Петербург                                                                                               | 52.09   | Валерия Саламатина Свердловская область                                                                                        | 53.95   |
| 200 м вольным стилем             | Вероника Андрусенко Санкт-Петербург | 1:53.57 | Анна Егорова ХМАО — Югра — Калининградская обл.                                                                                   | 1:54.19 | Анастасия Гуженкова Самарская область                                                                                          | 1:54.28 |
| 400 м вольным стилем             | Анна Егорова ХМАО — Югра — Калининградская обл.                                                                                             | 3:58.91 | Анастасия Кирпичникова Свердловская область                                                                                       | 4:02.33 | Валерия Саламатина Свердловская область                                                                                        | 4:06.24 |
| 800 м вольным стилем             | Анна Егорова ХМАО — Югра — Калининградская обл.                                                                                             | 8:13.96 | Анастасия Кирпичникова Свердловская область                                                                                       | 8:20.79 | Яна Курцева Волгоградская область                                                                                              | 8:30.81 |
|                                  | |         | |         | |         |
| 50 м на спине                    | Анастасия Фесикова ЯНАО — Калужская область                                                                                                 | 26.94   | Мария Каменева Санкт-Петербург — Оренбургская обл.                                                                                | 27.03   | Надежда Винюкова Санкт-ПетербургМарина Кравченко Волгоградская область                                                         | 27.10   |
| 100 м на спине                   | Анастасия Фесикова ЯНАО — Калужская область                                                                                                 | 57.44   | Дарья К. Устинова Свердловская область                                                                                            | 57.69   | Ирина Приходько Татарстан | 58.38   |
| 200 м на спине                   | Дарья К. Устинова Свердловская область | 2:02.25 | Ирина Приходько Татарстан | 2:02:35 | Анастасия Авдеева Владимирская область                                                                                         | 2:05.82 |
|                                  | |         | |         | |         |
| 50 м брассом                     | Мария Темникова Санкт-Петербург | 30.17   | Наталья Иванеева Волгоградская область                                                                                            | 30.23   | Ника Годун Москва | 30.42   |
| 100 м брассом                    | Мария Темникова Санкт-Петербург | 1:05.05 | Дарья Чикунова Санкт-Петербург | 1:05.42 | Александра Денисенко Санкт-Петербург                                                                                           | 1:06.01 |
| 200 м брассом                    | Мария Темникова Санкт-Петербург | 2:18.85 | Дарья Чикунова Санкт-Петербург | 2:19.57 | Алёна Чеховских Санкт-Петербург                                                                                                | 2:23.44 |
|                                  | |         | |         | |         |
| 50 м баттерфляем                 | Розалия Насретдинова Москва | 25.37   | Арина Суркова Новосибирская область                                                                                               | 25.71   | Александра Сабитова Кемеровская область                                                                                        | 26.10   |
| 100 м баттерфляем                | Светлана Чимрова Москва | 57.07   | Александра Сабитова Кемеровская область                                                                                           | 57.62   | Дарья Карташова Санкт-Петербург                                                                                                | 57.76   |
| 200 м баттерфляем                | Светлана Чимрова Москва | 2:05.03 | Александра Сабитова Кемеровская область                                                                                           | 2:05.98 | Александра Маслова Москва | 2:10.94 |
|                                  | |         | |         | |         |
| 100 м комплексное плавание       | Мария Каменева Санкт-Петербург — Оренбургская обл.                                                                                          | 58.89   | Анастасия Сорокина Свердловская область                                                                                           | 59.98   | Ника Годун Москва | 1:00.01 |
| 200 м комплексное плавание       | Виктория Андреева Пензенская область | 2:08.35 | Ирина Приходько Татарстан | 2:10.08 | Ирина Кривоногова Самарская область                                                                                            | 2:10.96 |
| 400 м комплексное плавание       | Ирина Кривоногова Самарская область | 4:34.87 | Александра Денисенко Санкт-Петербург                                                                                              | 4:36.78 | Анастасия Сорокина Свердловская область                                                                                        | 4:37.52 |
|                                  | |         | |         | |         |
| Эстафета 4×50 м вольным стилем   | Красноярский край Валерия Бодня (25.08) Софья Лобова (24.92) Анастасия Осипенко (25.16) Анна Ганус (24.75)                                  | 1:39.91 | Москва-1 Анна Комарова (25.38) Катарина Милутинович (24.84) Екатерина Шапаникова (25.26) Полина Осипенко (25.04)                  | 1:40.52 | Татарстан-1 Олеся Корчагина (25.15) Дарья Головина (25.99) Лилия Гиниятуллина (25.74) Ирина Приходько (25.01)                  | 1:40.52 |
| Эстафета 4×100 м вольным стилем  | Санкт-Петербург Дарья С. Устинова (54.06) Вероника Андрусенко (53.95) Дарья Карташова (53.51) Мария Каменева (53.12)                        | 3:34.64 | Свердловская область Дарья Муллакаева (53.99) Анастасия Кирпичникова (54.09) Валерия Саламатина (53.51) Дарья К. Устинова (53.67) | 3:35.27 | Самарская область Олеся Чернятина (55.37) Софья Чичайкина (55.01) Анастасия Гуженкова (53.74) Ирина Кривоногова (54.53)        | 3:38.65 |
| Эстафета 4×200 м вольным стилем  | Свердловская область-1 Анастасия Кирпичникова (1:56.82) Дарья К. Устинова (1:57.24) Дарья Муллакаева (1:55.96) Валерия Саламатина (1:55.70) | 7:45.72 | Самарская область Ирина Кривоногова (1:56.83) Софья Чичайкина (2:00.67) Олеся Чернятина (1:58.69) Анастасия Гуженкова (1:56.08)   | 7:52.27 | Московская область Анна Чарнышёва (2:03.31) Ольга Турчина (2:03.26) Дарья Астанина (2:02.28) Анастасия Макарова (2:04.40)      | 8:14.25 |
| Комбинированная эстафета 4×50 м  | Москва-1 Ника Годун (27.63) Анастасия Афанасьева (30.66) Екатерина Шапаникова (26.12) Розалия Насретдинова (24.01)                          | 1:48.42 | Красноярский край Анастасия Осипенко (28.24) Анна Ганус (30.71) Софья Лобова (26.24) Ирина Злобина (24.51)                        | 1:49.70 | Санкт-Петербург-1 Надежда Винюкова (26.80) Дарья Чикунова (30.90) Яна Саттарова (26.50) Ксения Козюк (25.59)                   | 1:49.79 |
| Комбинированная эстафета 4×100 м | Санкт-Петербург-1 Мария Каменева (59.13) Мария Темникова (1:05.05) Дарья Карташова (58.70) Дарья С. Устинова (53.73)                        | 3:56.62 | Москва-1 Ника Годун (1:00.16) Анастасия Афанасьева (1:07.38) Светлана Чимрова (57.55) Розалия Насретдинова (54.11)                | 3:59.20 | Санкт-Петербург-2 Екатерина Андреева (1:01.34) Александра Денисенко (1:06.88) Анастасия Лязева (59.35) Алёна Чеховских (53.55) | 4:01.12 |

### Смешанные дисциплины
| Дисциплины                      | Золото | Золото  | Серебро | Серебро | Бронза | Бронза  |
| ------------------------------- | --- | ------- | --- | ------- | --- | ------- |
| Эстафета 4×50 м вольным стилем  | Москва-1 Климент Колесников (21.48) Владислав Гринёв (21.39) Катарина Милутинович (25.06) Розалия Насретдинова (23.97) | 1:31.90 | Новосибирская область-1 Даниил Марков (21.55) Александр Клюкин (21.63) Арина Суркова (24.13) Екатерина Никонова (24.78) | 1:32.09 | Санкт-Петербург-2 Роман Шевляков (22.11) Олег Тихобаев (21.78) Алёна Чеховских (25.00) Анастасия Лязева (24.93)           | 1:33.82 |
| Комбинированная эстафета 4×50 м | Москва-1 Климент Колесников (23.16) Данил Семьянинов (26.42) Светлана Чимрова (25.64) Розалия Насретдинова (23.90)     | 1:39.12 | Калужская область Анастасия Фесикова (27.12) Андрей Николаев (25.99) Михаил Вековищев (21.97) Валерия Суханова (25.32)  | 1:40.40 | Новосибирская область-1 Дмитрий Лапшин (24.28) Александр Тризнов (26.96) Арина Суркова (25.19) Екатерина Никонова (24.63) | 1:41.06 |